# Willy Burgdorfer

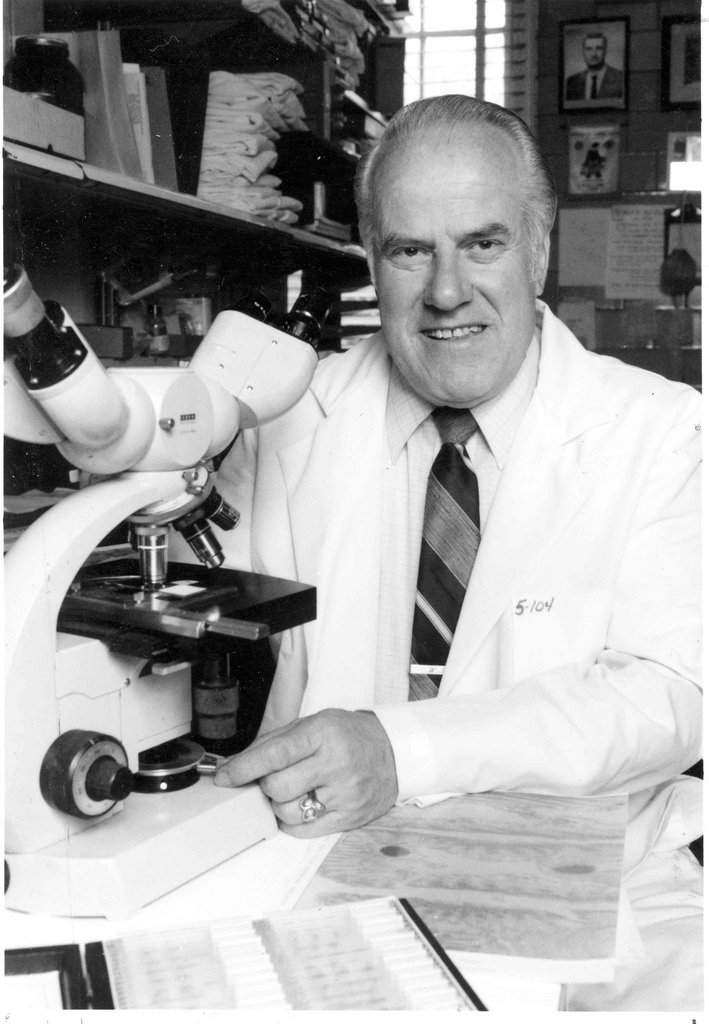
Willy Burgdorfer w 1978 r.

Wilhelm „Willy” Burgdorfer (ur. 27 czerwca 1925 w Bazylei, zm. 17 listopada 2014 w Hamilton, w stanie Montana w USA) – amerykański bakteriolog i parazytolog szwajcarskiego pochodzenia, który zajmował się badaniami nad zoonozami bakteryjnymi. W 1981 r. odkrył drobnoustrój chorobotwórczy wywołujący boreliozę, bakterię Borrelia burgdorferi.

## Życiorys
Urodził się i wychował w Bazylei w Szwajcarii i tam ukończył studia na uniwersytecie. Dalsze kształcenie odbył w Szwajcarskim Instytucie Tropikalnym; studiował zoologię, parazytologię i bakteriologię, uzyskując stopień naukowy doktora. Przed przeniesieniem się do Stanów Zjednoczonych przez trzy lata służył w armii szwajcarskiej.
Od 1951 r. mieszkał w Hamilton w stanie Montana i pracował w Rocky Mountain Laboratories. W 1957 r. uzyskał obywatelstwo USA i objął stanowisko entomologa klinicznego w Rocky Mountain Laboratories. Zajmował się przede wszystkim badaniami nad zoonozami przenoszonymi przez kleszcze, komary, pchły i wszy, m.in.: gorączką plamistą Gór Skalistych, durami powrotnymi i dżumą.
W 1981 r. badając kleszcze Ixodes scapularis z rejonu Shelter Island w stanie Nowy Jork, gdzie zaobserwowano zwiększoną zachorowalność na chorobę z Lyme (boreliozę), odkrył bakterię (krętka), później nazwanego jego nazwiskiem. To odkrycie, opublikowane w 1982 r. w czasopiśmie naukowym „Science”, doprowadziło do powiązania pokłucia przez zakażone kleszcze z wystąpieniem boreliozy i ustaleniem Borrelia burgdorferi jako czynnika etiologicznego tej choroby.
Był autorem ponad 200 prac naukowych z dziedzin mikrobiologii i wirusologii.
Na emeryturę przeszedł w 1986 roku.
Żonaty z Gertrude (1953), miał dwoje dzieci. Owdowiał w 2005 roku, po czym ożenił się z Lois Rohr.
Zmarł z powodu powikłań choroby Parkinsona.

## Wybrane publikacje
- W. Burgdorfer, [Analysis of the infection course in Ornithodorus moubata (Murray) and natural transmission of Spirochaeta duttoni], „Acta Tropica”, 8 (3), 1951, s. 193–262, ISSN 0001-706X, PMID: 14894317 [dostęp 2020-07-26].
- W. Burgdorfer, C.M. Eklund, Studies of the ecology of Colorado tick fever virus in Western Montana, „American Journal of Hygiene”, 69 (2), 1959, s. 127–137, DOI: 10.1093/oxfordjournals.aje.a119986, ISSN 0096-5294, PMID: 13626952 [dostęp 2020-07-26].
- W. Burgdorfer, C.M. Eklund, Studies of the ecology of Colorado tick fever virus in Western Montana, „American Journal of Hygiene”, 69 (2), 1959, s. 127–137, DOI: 10.1093/oxfordjournals.aje.a119986, ISSN 0096-5294, PMID: 13626952 [dostęp 2020-07-26].
- W. Burgdorfer, Evaluation of the fluorescent antibody technique for the detection of Rocky Mountain spotted fever rickettsiae in various tissues, „Pathologia Et Microbiologia”, 24(Suppl), 1961, s. 27–39, DOI: 10.1159/000161241, ISSN 0031-2959, PMID: 13688986 [dostęp 2020-07-26].
- W. Burgdorfer, Hemolymph test. A technique for detection of rickettsiae in ticks, „The American Journal of Tropical Medicine and Hygiene”, 19 (6), 1970, s. 1010–1014, ISSN 0002-9637, PMID: 4992724 [dostęp 2020-07-26].
- W. Burgdorfer i inni, Lyme disease-a tick-borne spirochetosis?, „Science”, 216 (4552), 1982, s. 1317–1319, DOI: 10.1126/science.7043737, ISSN 0036-8075, PMID: 7043737 [dostęp 2020-07-26].
- W. Burgdorfer, Discovery of the Lyme disease spirochete and its relation to tick vectors, „The Yale Journal of Biology and Medicine”, 57 (4), 1984, s. 515–520, ISSN 0044-0086, PMID: 6516454, PMCID: PMC2590008 [dostęp 2020-07-26].
- Willy Burgdorfer, How the discovery of Borrelia burgdorferi came about, „Clinics in Dermatology”, 11 (3), 1993, s. 335–338, DOI: 10.1016/0738-081x(93)90087-s, ISSN 0738-081X [dostęp 2020-07-26].
- W. Burgdorfer, Arthropod-borne spirochetoses: a historical perspective, „European Journal of Clinical Microbiology and Infectious Diseases”, 20 (1), 2001, s. 1–5, DOI: 10.1007/s100960000415, ISSN 0934-9723, PMID: 11245316 [dostęp 2020-07-26].